# Boga (напій)
Boga, Буґа (араб. بوڨا) — туніський безалкогольний напій, вироблений Туніською компанією безалкогольних напоїв, дочірньою компанією Туніської компанії з виробництва напоїв.
Його назва є простим скороченням «boisson gazeuse» (газований напій). На ринку представлено чотири різні сорти Boga.

## Версії
La Boga, місцева назва Boga «бідха» або білий, практично безбарвний, солодкуватий на смак і злегка підкислений під дією газу напій; його упаковка переважно зеленого кольору. Це напій, смак якого нагадує напої 7 Up або Рамуне. Boga Light є різновидом попереднього, але без цукру (з підсолоджувачем) і продається в упаковці з синім ярликом.
Boga Cidre має коричневий колір протягом тривалого часу під цією оманливою назвою — хоча це не має нічого спільного з сидром — щоб відрізнити його від білого Boga. За кольором подібний до Coca-Cola, але з іншого боку, він має дуже особливий смак, який нагадує банан, кореневе пиво або Cola Kampane (французько-карибський напій).; він отримує свій особливий смак завдяки екстракту ріжкового дерева. Використання слова «сидр» у його назві пояснюється тим, що він є копією напою Cidre Meddeb, від групи Délice-Danone, який існував тривалий час, в Тунісі, до його появи  .
Boga Menthe поєднує смак білої Boga та м'ятного сиропу.

## Упаковка
Асортимент розфасований у скляні пляшки об’ємом 1 л, 1,5 л та 30 мл; в пластику 1 л, 1 л і 50 мл; і в банках 33 мл.

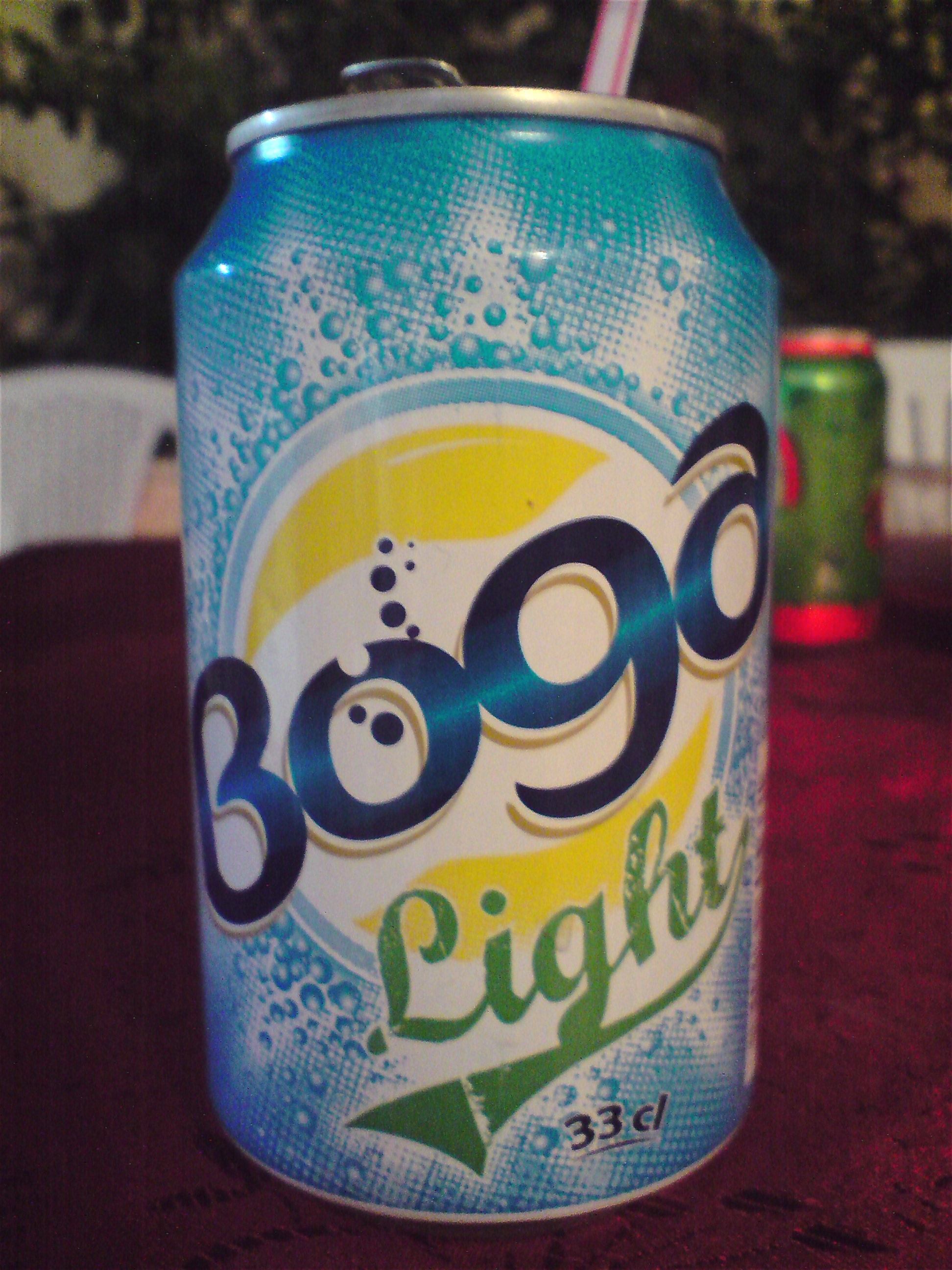
Банка безалкогольного напою Boga Light
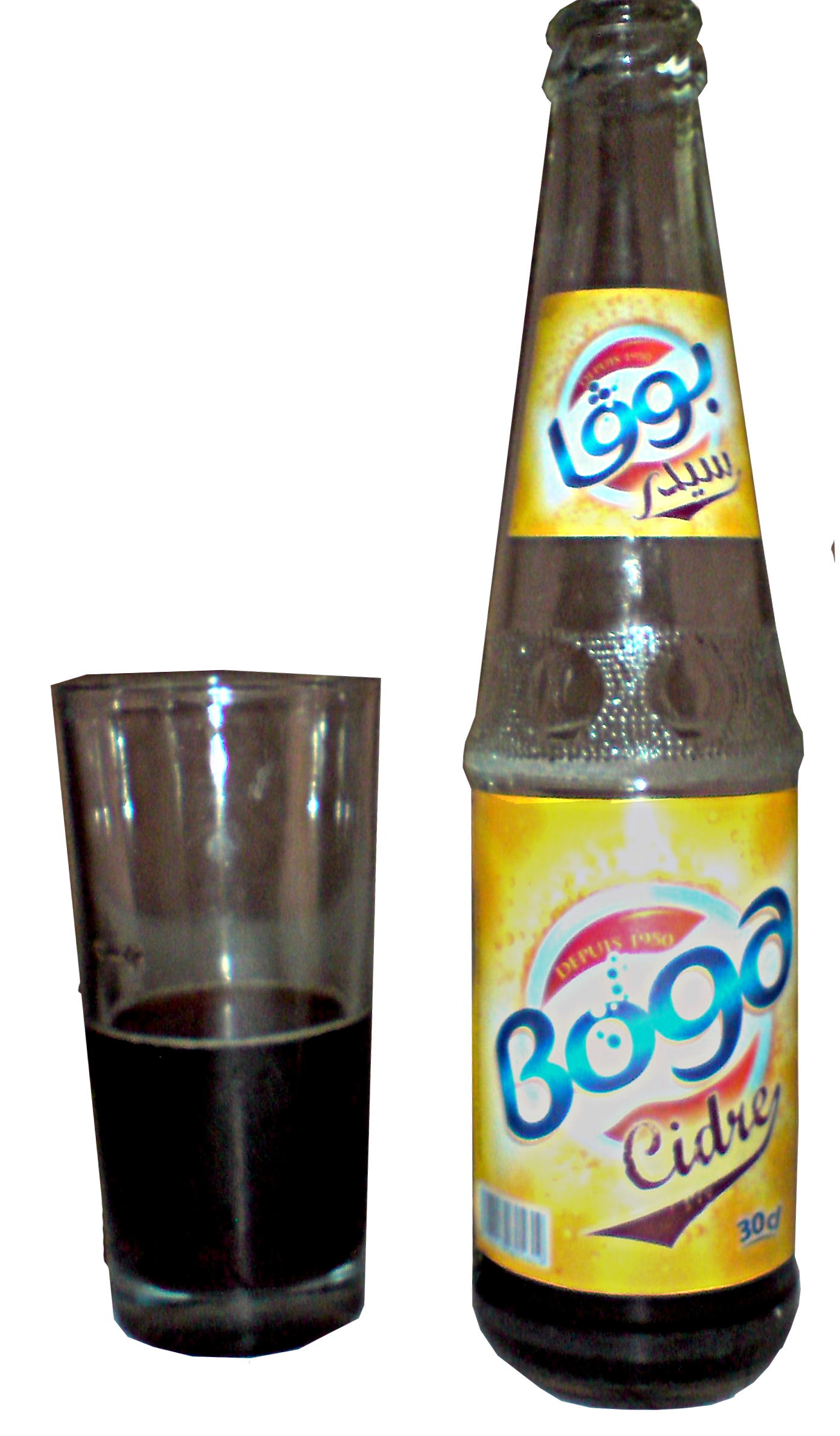
Пляшка безалкогольного напою бренду Boga Cidre
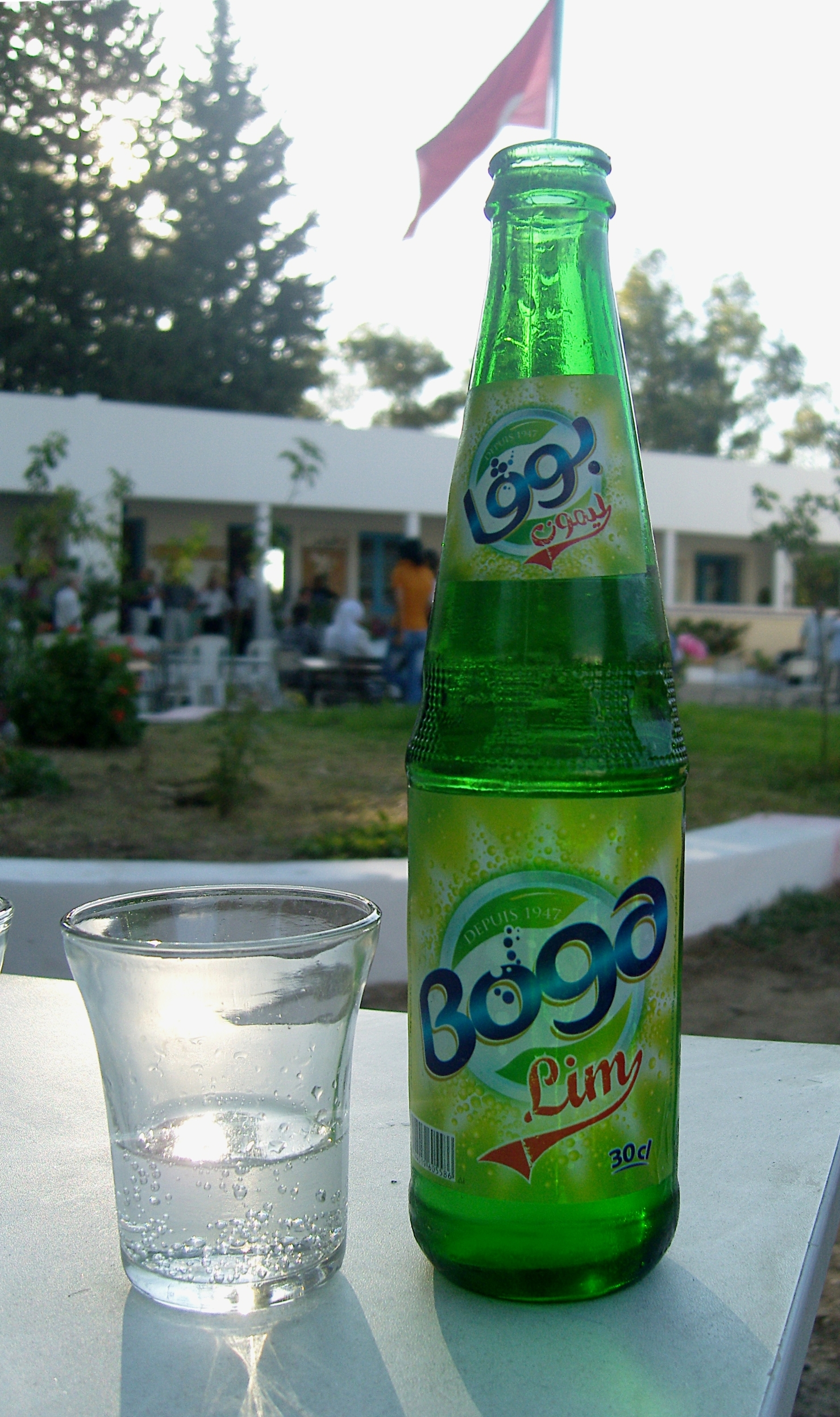
Пляшка безалкогольного напою бренду Boga Lim